# Залеше Шльонске
Залѐше Шльо̀нске (на полски: Zalesie Śląskie; на немски: Salesche) е село в Южна Полша, Ополско войводство, Стшелецки окръг, Община Лешница. Според Полската статистическа служба към 31 декември 2009 г. селото има 1281 жители.

## Местоположение
Разположено е край републикански път , на около 6 km източно от общинския център Лешница.

## Забележителности
В Регистъра за недвижимите паметници на Националния институт за наследството е вписана:
- Църква „Света Хедвиг Силезка“ от 1812 г.